# STS-51-C

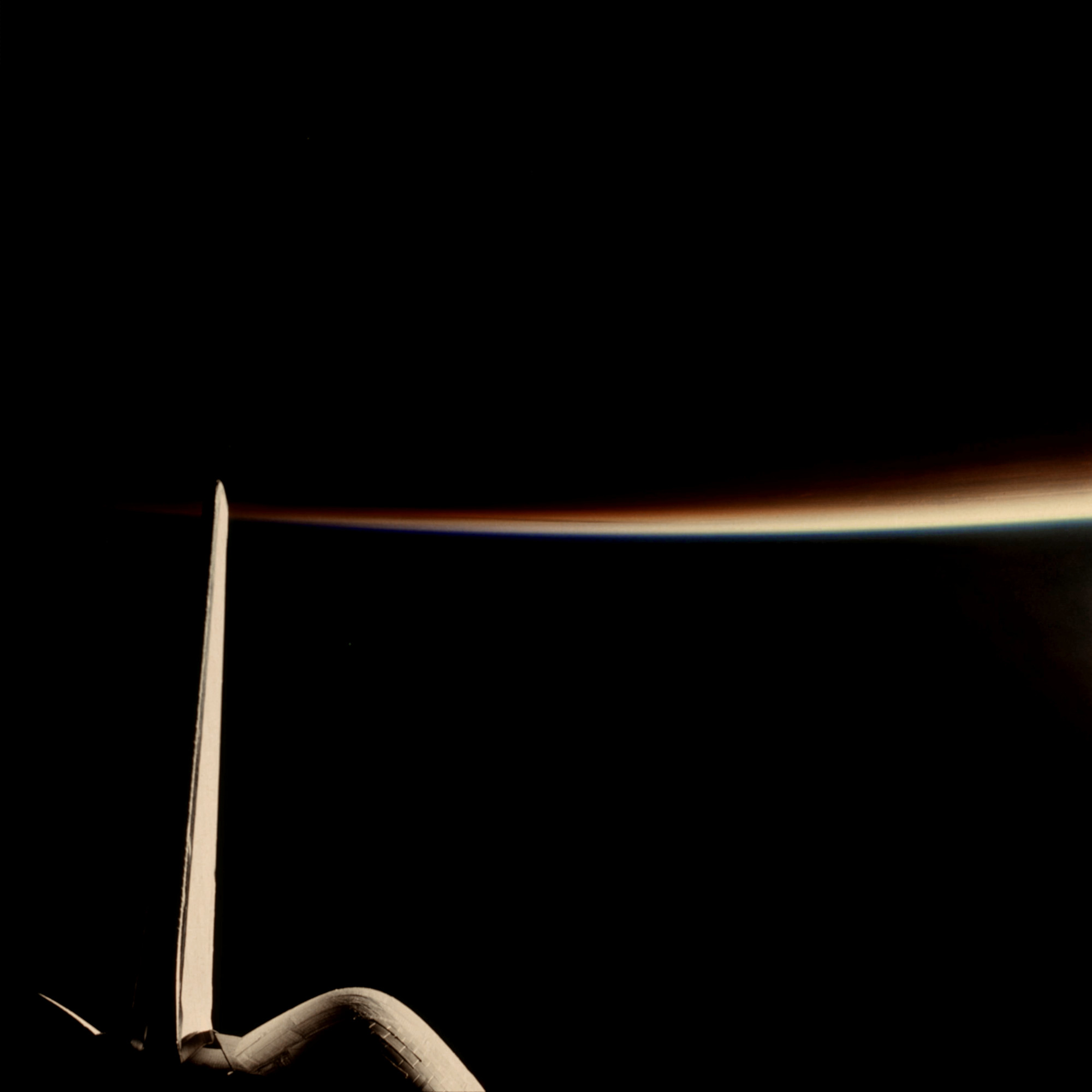

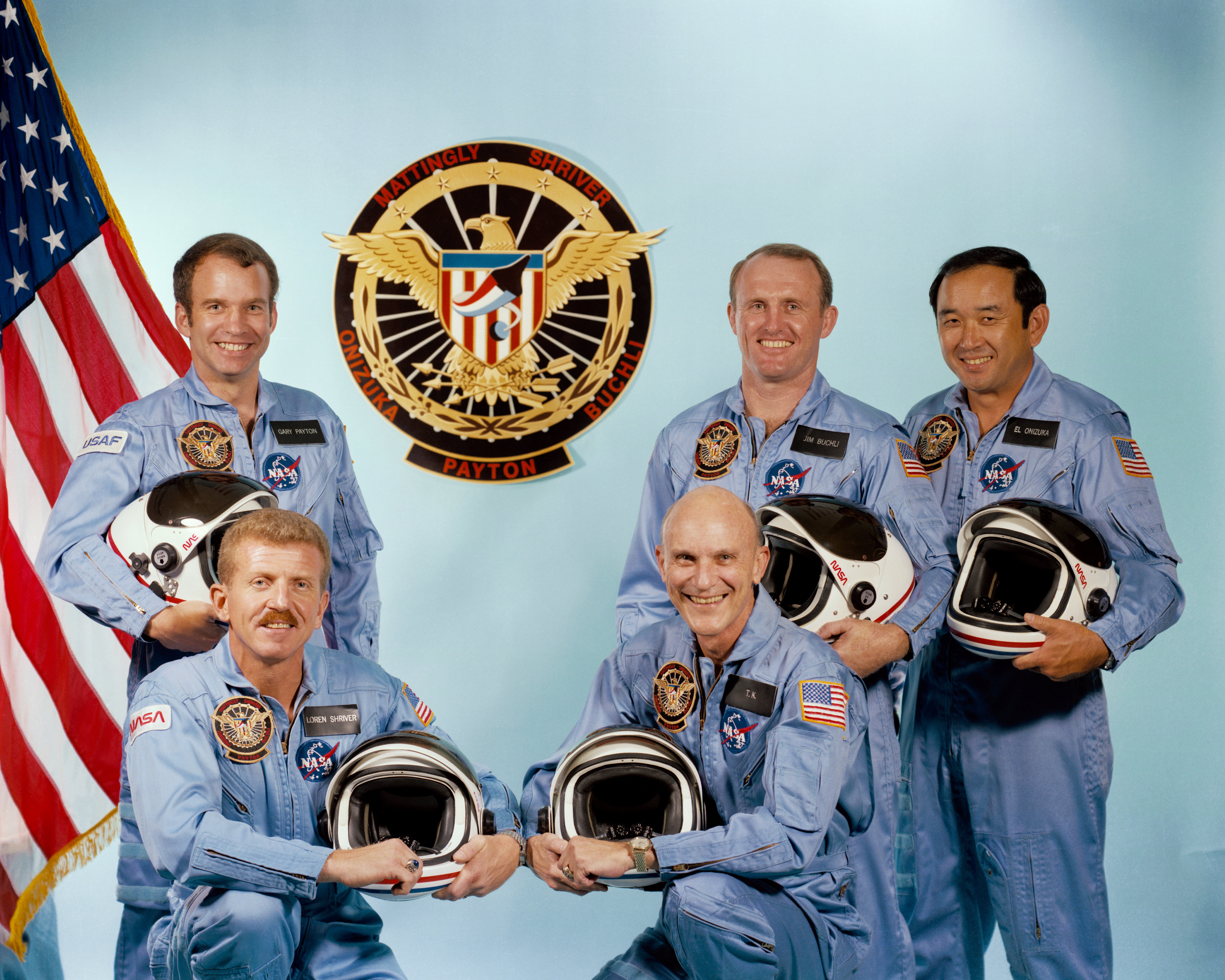
뒷줄: 게리 E. 페이튼, 제임스 F. 부클리, 엘리슨 S. 오니즈카
앞줄: 로렌 J. 슈라이버, 토마스 K. 매팅리 2세

STS-51-C(구 명칭: STS-10)는 NASA 우주왕복선 계획의 15번째 비행이자 우주 왕복선 디스커버리의 세 번째 비행이었다. 1985년 1월 24일에 발사되어 1985년 1월 27일 플로리다 케네디 우주 센터에 네 번째 셔틀 착륙을 했다. STS-51-C는 미국 국방부(DoD) 전용 페이로드를 배치한 최초의 셔틀 임무였다. 결과적으로 많은 임무 세부 사항이 기밀로 유지된다.